# Sempre en Galiza
Sempre en Galiza  (en castellano: Siempre en Galicia) es un ensayo dramático escrito por Castelao, considerado la obra canónica del nacionalismo gallego.
En el libro se incluyen artículos, ensayos, conferencias y discursos de Castelao, junto a material concebido específicamente para la obra. La introducción de la obra, Adro, comprende los artículos que desde Badajoz escribió para A Nosa Terra en 1935. La primera parte la escribió entre Valencia y Barcelona en 1937. Originalmente se publicó en forma de artículos en el periódico que los gallegos exiliados publicaban en Madrid, Nova Galiza. La segunda parte la escribió en Nueva York y durante el viaje que lo llevó a Buenos Aires en 1940. El resto lo escribió en Buenos Aires entre 1942 y 1943.
La obra se publicó el 10 de marzo de 1944 en Buenos Aires, de la mano de Artes Gráficas Bartolomé U., llegando a Galicia de manera clandestina.

## Contenido

### Adro
Adro ("antepatio", generalmente de una iglesia, en gallego) constituye la introducción de Sempre en Galiza. Consta de 14 capítulos que habían aparecido como artículos con el título genérico de "Verbas de chumbo" ("Palabras de plomo") en A Nosa Terra. Tienen como eje el posicionamento de Castelao en el seno del Partido Galeguista como impulsor de su orientación ideológica y de su alianza con el centro izquierda español, lo que chocaba con la orientación del entonces principal ideólogo del galleguismo, Vicente Risco, y que conduciría a su marcha del PG y a la creación de Dereita Galeguista. Para el libro, Castelao realizó algunas modificaciones al texto de los artículos, en su mayor parte de tipo lingüístico o de estilo.

### Libro I
Escrita durante la guerra civil española, el texto apareció en el periódico que los exiliados gallegos publicaban en Madrid, Nueva Galicia, entre julio de 1937 y septiembre de 1938, con el título de Verbas de chumbo, excepto la primera que apareció con el título Nós ("Nosotros"). Estos textos se publicaron de nuevo en Nova Galiza de Barcelona también entre los años 1937 y 1938. Castelao pensó en publicar un libro con estos textos con el título de Verbas de chumbo, pero el desarrollo de la guerra impidió que se editara. Tras la derrota de la República, Castelao modificó el texto para acomodarlo a la nueva situación política.
El libro gira alrededor del problema político gallego y de su resolución, la consideración de Galicia cómo nación y el repaso al posicionamiento de los diferentes grupos políticos ante el problema nacional y analiza las ventajas de una república federal, la historia del galleguismo y del Estatuto.

### Libro II
Este libro lo comenzó a escribir Castelao en Nueva York al comienzo de 1940. Consta de 26 capítulos que finalizó en el paquebote que lo llevaba a Argentina y estaba pensado como una segunda parte del libro anterior (Verbas de chumbo) para reflejar la desilusión política de Castelao con respecto a las fuerzas republicanas, motivada por la actitud de estas hacia el Estatuto de Autonomía de Galicia y su actitud política en el exilio.

### Libro III
Este libro, que consta de 35 capítulos, se escribió durante el desarrollo de la Segunda Guerra Mundial, entre febrero de 1942 y abril de 1943, en el que se vislumbraba un triunfo de los Aliados que llevara a la derrota del régimen franquista y refleja una posición política pragmática y posibilista, de colaboración con los republicanos españoles, es el libro más ideológico de todos los que componen el Sempre en Galiza.

### Libro IV
Este libro no figuraba en la primera edición. Fue añadido en la segunda edición con textos escritos por Castelao entre 1947 y 1948, tras su paso por el gobierno de la República en el exilio dirigido por José Giral y su vuelta a Argentina desilusionado con la situación política. Los siete capítulos del libro se centran en el federalismo. En el capítulo primero incluye el discurso Alba de groria pronunciado en el Teatro Argentino de Buenos Aires lo 25 de julio de 1948.

## Ediciones
Algunas de las ediciones de la obra son:
- 1944, primera edición en Buenos Aires, de Editorial As Burgas,

- 1961, segunda edición en Buenos Aires, de Editorial As Burgas,

- 1971, edición en castellano de Ediciones Galicia del Centro Gallego de Buenos Aires – Instituto Argentino de Cultura Gallega

- 1976, tomo II de las obras completas en la Colección Arealonga de Editorial Akal, Madrid, bajo la Dirección de Xesús Alonso Montero. ISBN 8473339156X, esta es una versión censurada

- 1986, edición facsímil de Libraría Couceiro, Santiago

- 1991, edición del Diario 16 de Galicia, Vigo, en la colección Biblioteca de Autores Galegos, n.º 1.

- 1999, editorial Galaxia ISBN 847154542X

- 2000, edición crítica del Parlamento de Galicia, Universidad de Santiago de Compostela, para conmemorar el quincuagésimo o aniversario de la muerte del autor, incluye textos de Justo G. Beramendi, X. Cabrera, X. Castro, I. Cochón, F. Dubert, R. Máiz, A. Mato, H. Monteagudo, X. Moreno y R. Villares. ISBN 8478360883

- 2001, edición en dos tomos en la Biblioteca Galega de La Voz de Galicia

- 2004, editorial Galaxia, ISBN 8482887297
- 2013, edición en gallego en el Internet Archive, pdf digital open acces